# Virgilio Andrade Martínez
Virgilio Andrade Martínez (Ciudad de México, 23 de diciembre de 1967) es un abogado y político mexicano. Fue secretario de la Función Pública durante el gobierno de Enrique Peña Nieto de 2015 a 2016.
El 27 de enero de 2017, fue designado director general del Banco del Ahorro Nacional y Servicios Financieros (Bansefi), cargo que ocupó hasta el 30 de noviembre de 2018.

## Trayectoria
Es licenciado en Derecho por el Instituto Tecnológico Autónomo de México con maestría en Administración y Políticas Públicas en la Universidad de Columbia, en Nueva York.
Fue coordinador de asesores del Oficial Mayor de la Secretaría de Gobernación de 1999 a 2000 y asesor de la misma dependencia durante la redacción de las reformas electorales en 1993 y 1996.
Fue director general adjunto de Análisis de Legislación Financiera en la Secretaría de Hacienda y Crédito Público en 2001 y 2002.
Se desempeñó como secretario técnico tanto de Banrural como de la Financiera Rural en 2002 y 2003. Fue Consejero Electoral del Instituto Federal Electoral de 2003 a 2010.
Fue nombrado como titular de la Comisión Federal de Mejora Regulatoria, órgano administrativo desconcentrado sectorizado a la Secretaría de Economía, de 2012 a 2015.

### Secretario de la Función Pública
El 3 de febrero de 2015 fue designado por el presidente Peña Nieto como secretario de la Función Pública, cargo que había permanecido sin responsable desde 2012. Su primer encargo fue investigar los conflictos de interés del presidente Enrique Peña Nieto y su esposa Angélica Rivera, así como al secretario de Hacienda Luis Videgaray, en la adquisición de casas de Grupo HIGA. Su nombramiento fue cuestionado por senadores e intelectuales.
Después de meses de investigación, el 21 de agosto de 2015 presentó los resultados en una rueda de prensa confirmando que ni el presidente ni su esposa incurrieron en conflicto de interés en la compra de la casa en Lomas de Chapultepec. De igual manera, exoneró a Luis Videgaray en la compra de su casa de Malinalco al decir que no existió conflicto de interés en los contratos de compra-venta de dicha propiedad.
El 18 de noviembre de 2015, tras comparecer ante la Cámara de Diputados, Andrade fue cuestionado por miembros del Partido Acción Nacional, Partido de la Revolución Democrática, Movimiento Ciudadano y Movimiento Regeneración Nacional, quienes incluso solicitaron un juicio político en su contra.
El 18 de julio de 2016, Virgilio Andrade presentó su renuncia como secretario de la Función Pública, argumentando que con la promulgación del Sistema Nacional Anticorrupción, se debe "contar con un secretario (...) debidamente nombrado y ratificado por el Senado."

## Controversias

### Clonación de tarjetas del Fonden
Tras el sismo del 19 de septiembre de 2017, el gobierno federal anunció el 27 de septiembre que el Banco del Ahorro Nacional y Servicios Financieros (Bansefi) sería el encargado de entregar apoyos económicos para la reconstrucción de viviendas afectadas por el terremoto. Los recursos serían otorgados a través de tarjetas.
El 24 de octubre, Virgilio Andrade, titular de Bansefi, anunció que su dependencia había entregado recursos del Fondo de Desastres Naturales (Fonden) a 39,659 personas en los estados de Chiapas y Oaxaca por 773 millones 655 mil pesos. Sin embargo, el 14 de noviembre, Andrade presentó una denuncia ante la Procuraduría General de la República (PGR) por la clonación de 57 tarjetas.
El 15 de enero de 2018, una investigación de la organización Mexicanos contra la Corrupción y la Impunidad citó una indagatoria de la Comisión Nacional Bancaria y de Valores, la cual halló que Basefi emitió varias tarjetas a nombre de 1,495 beneficiarios del Fonden. Ante la acusación, Andrade descartó que existiera fraude o desvío de recursos, aunque «es probable que haya habido nombres duplicados o plásticos dobles». Más tarde, el 31 de enero, el funcionario aceptó que las tarjetas estaban duplicadas «por un error de censo».